# Rachicerus aterrimus
Rachicerus aterrimus är en tvåvingeart som först beskrevs av Senior-white 1924.  Rachicerus aterrimus ingår i släktet Rachicerus och familjen vedflugor.
Artens utbredningsområde är Sri Lanka. Inga underarter finns listade i Catalogue of Life.